# Інгрід Рагнвальдсдоттір

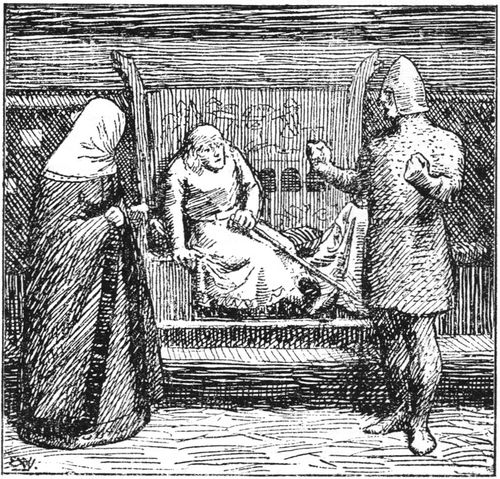

Інгрід Рагнвальдсдоттір (швед. Ingrid Ragnvaldsdotter, давньо-сканд. Ingiríðr Rögnvaldsdóttir) — шведська принцеса з династії Стенкілі, онука короля Швеції Інге Старшого, дружина короля Норвегії Гаральда IV Гіллі, мати короля Швеції Магнуса Генріксена і короля Норвегії Інге Горбаня.

## Біографія
Інгрід була дочкою Рагнвальда, єдиного сина шведського короля Інге Старшого, який помер, ймовірно, ще за життя батька.
Тітка Інгрід, Маргарет Фредкулла, організувала її весілля з племінником свого чоловіка, данського короля Нільса, Генріком Скаделором. Незважаючи на народження кількох синів шлюб виявився нещасливим. Інгрід намагалася втекти від чоловіка разом з коханцем, але була спіймана. У причетності до втечі Генрік звинуватив свого кузена Кнуда Лаварда, сина короля Еріка I. В 1131 році Генрік Скаделор став співучасником вбивства Кнуда Лаварда. Цей злочин призвів до повстання проти короля Нільса, яке очолив єдинокровний брат Кнуда Ерік Пам'ятний. У червні 1134 року відбулася вирішальна битва, в якій Ерік Емуне розбив війська Магнуса Сильного, сина короля Нільса. Магнус та Генрік Скаделор загинули.
Овдовілу Інгрід взяв у дружини союзник Еріка Пам'ятного норвезький король Гаральд Гіллі. В 1135 році у них народився син Інге. Водночас Гаральд гіллі жив з жінкою на ім'я Тора гуттормсдоттір. У грудні 1136 року король під час ночівлі у Тори, був убитий своїм суперником в боротьбі за владу Сігурдом Слембе. Новими королями були проголошені немовля Інге, син Інгрід та її трирічний брат Сігурд, син Тори.
Третім чоловіком Інгрід став Арне Іварссон з Стодрейма, названий у сазі «вітчимом конунга» Інге. Крім того в Інгрід був позашлюбний син від якогось Івара Прута. Як мати короля Інге Інгрід брала активну участь в його боротьбі за владу з численними суперниками. Згодом старший син Інгрід від Генріка Скаделора, Магнус, на короткий час зумів стати королем Швеції. Однак у лютому 1161 року Інге і Магнус, один в Норвегії, інший в Швеції, були вбиті. Про подальшу долю Інгрід нічого не відомо.

## Шлюби і діти
1. Генрік Скаделор (пом. 1134), онук данського короля Свена II. Діти:
  1. Магнус (пом. 1161), король Швеції (1160—1161)
  2. Рагнвальд (пом. 1161)
  3. Кнуд (пом. 1162)
  4. Буріс (пом. 1167), ярл в Ютландії
  5. Йохан (пом. 1161)
2. Гаральд IV гіллі (пом. 1136), король Норвегії (1130—1136). Син:
  1. Інге Горбун (1135—1161), король Норвегії (1136—1161)
3. Арне Іварссон із Стодрейма. Діти:
  1. Інге
  2. Ніколас (пом. 1225), єпископ Осло
  3. Філіпп
  4. Маргарита, мати Філіппа Сімонссона

Від зв'язку з Іваром Прутом — син Орм Іварссон.